# Yuea
Yuea is een monotypisch geslacht van schimmels dat behoort tot de familie Xylariaceae. Het geslacht bevat alleen Yuea chusqueicola.